# Wawern (Saar)
Wawern ist eine Ortsgemeinde im Landkreis Trier-Saarburg in Rheinland-Pfalz. Sie gehört der Verbandsgemeinde Konz an.

## Lage

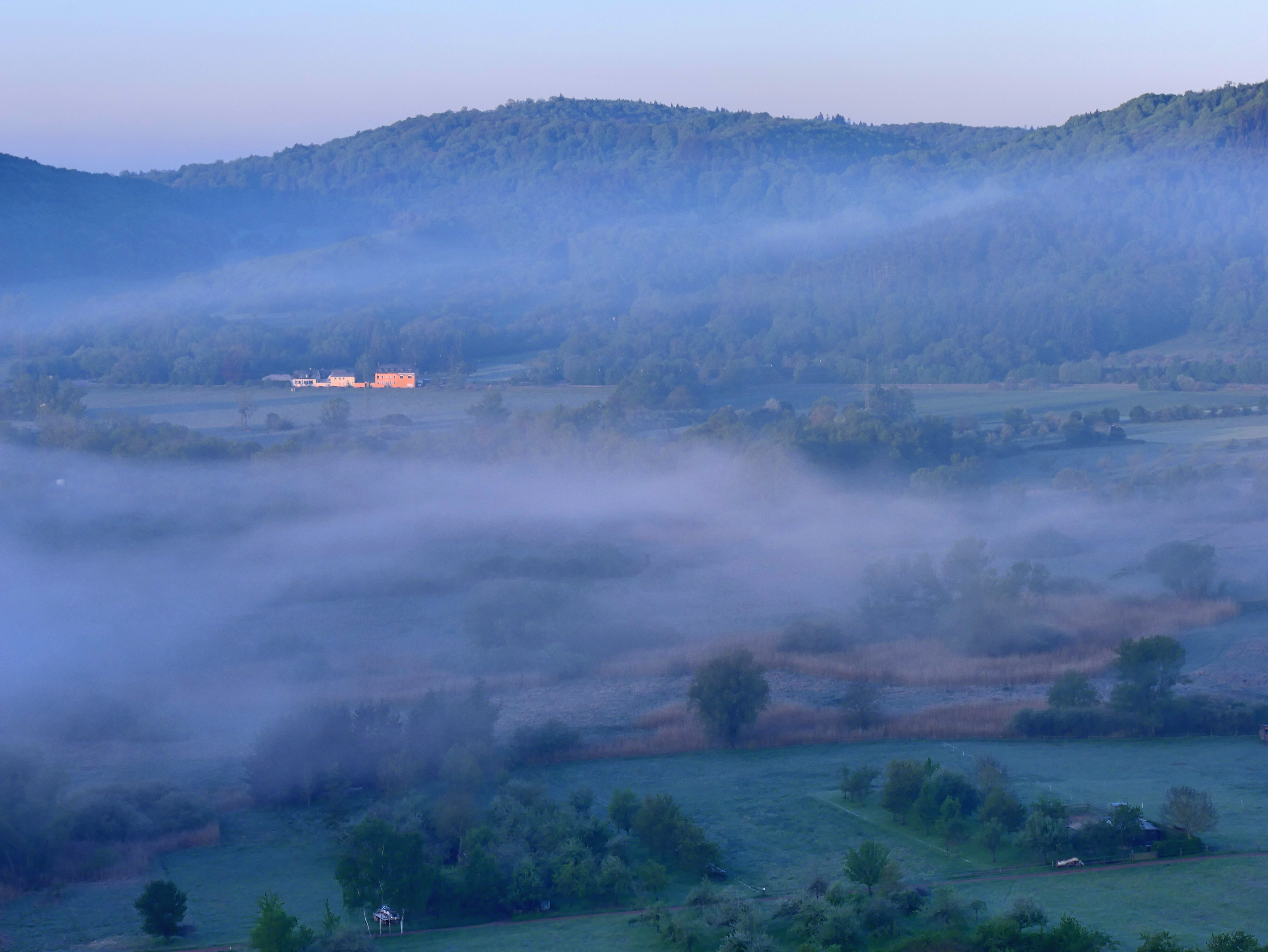
Naturschutzgebiet Wawerner Bruch

Wawern liegt etwa fünf Kilometer nördlich von Saarburg und ebenfalls fünf Kilometer südwestlich von Konz an der Landesstraße 137 unweit der Saar. Ein Teil des Gemeindegebiets, der Wawerner Bruch, ist als Naturschutzgebiet ausgewiesen.

## Geschichte
Der Name Wawern soll vom treverischen Waberla = wabernde Sumpfwiese hergeleitet sein, wie es diese auch heute noch im Wawerner Bruch gibt.
Im Dreißigjährigen Krieg wurde der Ort fast komplett zerstört, die Einwohnerschaft ging auf fast ein Drittel zurück, vom Vieh gab es nur noch geringste Bestände. Im Jahr 1777 brannte der alte Ortskern mit der Kirche ab und 1814 der ganze Ort, verschont wurden nur das Weingut und die Mühle. Im unteren Dorf wurden 31 Häuser bei einem weiteren Brand im Jahr 1872 zerstört.
Gegen Ende des 18. Jahrhunderts wurden Juden in Wawern angesiedelt. Sie bauten um 1839 eine eigene Synagoge. Am 2. September 1809 wurde der spätere Rabbiner Joseph Kahn in Wawern als früh verwaister Sohn des Dorfkantors geboren, zum Viehhandelsberuf bestimmt, widmete er sich jedoch nach einem Reitunfall dem Studium. Ab 1841 Oberrabbiner in Trier. Starb 1875 während eines Besuchs in Amsterdam. Um 1870 war die Hälfte der Bürger jüdischen Glaubens, gegen Ende des 19. Jahrhunderts lebten in Wawern 70, 1933 noch 45 jüdische Bürger. In der Zeit der Nazidiktatur wurden vermutlich alle Gemeindemitglieder deportiert und getötet.
Am 18. Juli 1946 wurde Wawern gemeinsam mit weiteren 80 Gemeinden der Landkreise Trier und Saarburg dem im Februar 1946 von der übrigen französischen Besatzungszone abgetrennten Saargebiet angegliedert, das zu der Zeit nicht mehr dem Alliierten Kontrollrat unterstand. Am 6. Juni 1947 wurde diese territoriale Ausgliederung bis auf 21 Gemeinden wieder zurückgenommen, damit kam Wawern an das 1946 neugebildete Land Rheinland-Pfalz.
Bevölkerungsentwicklung
Die Entwicklung der Einwohnerzahl von Wawern, die Werte von 1871 bis 1987 beruhen auf Volkszählungen:
| Jahr | Einwohner |
| ---- | --------- |
| 1815 | 223       |
| 1835 | 386       |
| 1871 | 434       |
| 1905 | 466       |
| 1939 | 438       |
| 1950 | 458       |
| 1961 | 512       |

| Jahr | Einwohner |
| ---- | --------- |
| 1970 | 576       |
| 1987 | 574       |
| 1997 | 591       |
| 2005 | 614       |
| 2011 | 599       |
| 2017 | 576       |
| 2023 | 649       |

## Politik

### Gemeinderat
Der Ortsgemeinderat in Wawern besteht aus zwölf Ratsmitgliedern, die bei der Kommunalwahl am 9. Juni 2024 in einer Mehrheitswahl gewählt wurden, und dem ehrenamtlichen Ortsbürgermeister als Vorsitzendem.
Die Sitzverteilung im Ortsgemeinderat:
| Wahl | SPD               | CDU               | WG                | Gesamt   |
| ---- | ----------------- | ----------------- | ----------------- | -------- |
| 2024 | per Mehrheitswahl | per Mehrheitswahl | per Mehrheitswahl | 12 Sitze |
| 2019 | per Mehrheitswahl | per Mehrheitswahl | per Mehrheitswahl | 12 Sitze |
| 2014 | 5                 | –                 | 7                 | 12 Sitze |
| 2009 | 7                 | 5                 | –                 | 12 Sitze |
| 2004 | 5                 | 7                 | –                 | 12 Sitze |

### Bürgermeister
Nina Haag (WG Binz) wurde 2025 Ortsbürgermeisterin von Wawern.
Vorgänger waren Karl-Peter Binz (2016–2024)
und Franz Zebe (1994–2015).

## Kultur und Sehenswürdigkeiten

### Sehenswürdigkeiten

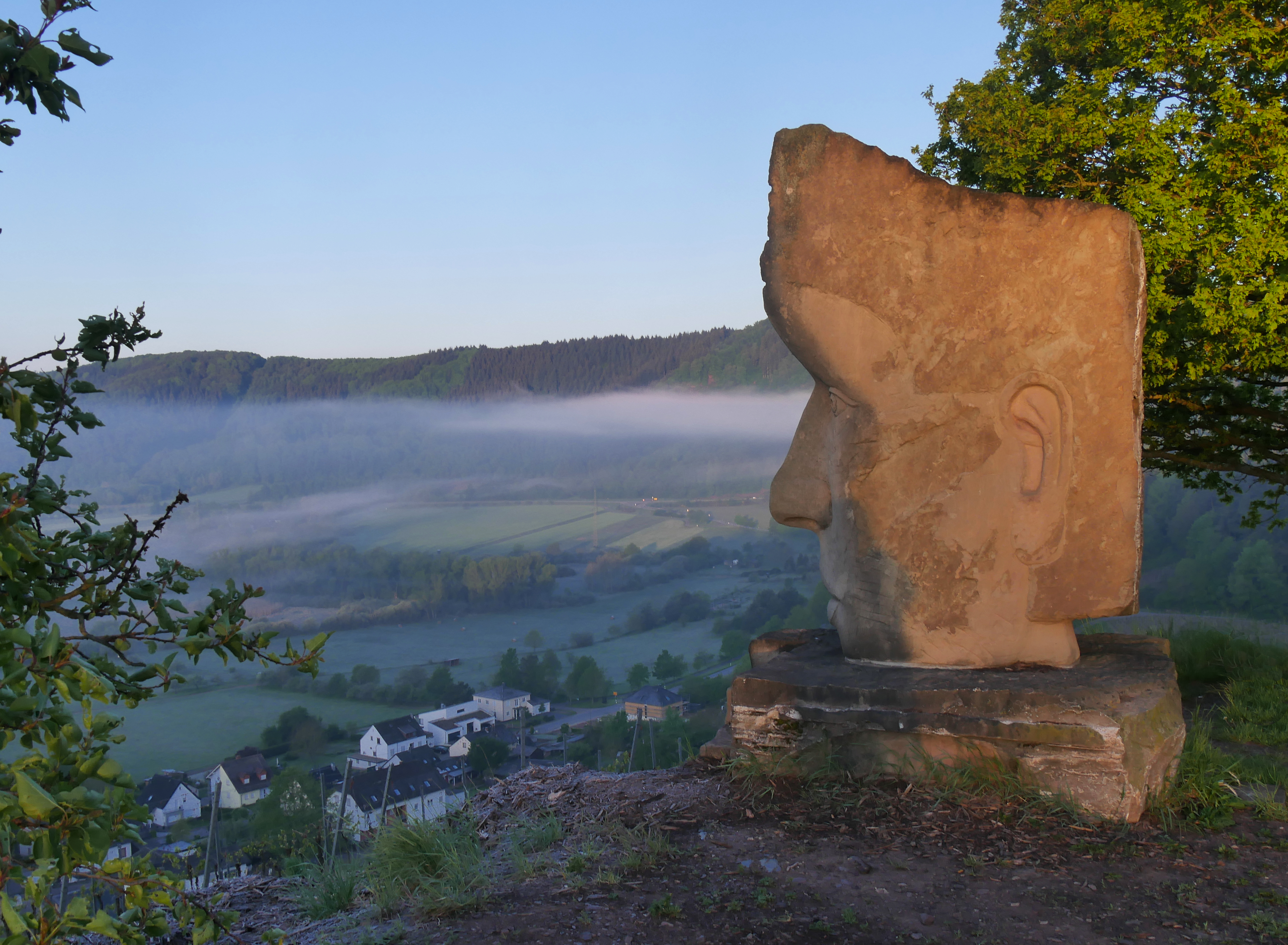
Skulptur Meteor auf dem Goldberg

Die Skulptur Meteor von Jürgen Waxweiler entstand 2007 im Rahmen des internationalen Bildhauersymposiums Skulpturen am Fluss.
Die Gemeinde verfügt über einen historischen Lehrpfad, der unter anderem im historischen Ortskern zu
- einer restaurierten ehemaligen Synagoge,
- einer, heute profanierten, früheren Dorfkirche,
- verschiedenen Häusern des beginnenden 19. Jahrhunderts, teils mit älteren Baubestandteilen,
- einem 1722 vom Trierer Domkapitel erbauten, 1919 umgebauten ehemaligen Hofgut,
- dem 1923 erbauten ehemaligen Kelterhaus und dem ehemaligen Dorfkelter
- sowie zu einer ehemaligen Mühle führt.

Siehe auch
- Liste der Kulturdenkmäler in Wawern
- Liste der Naturdenkmale in Wawern

### Veranstaltungen
Das Weinblütenfest findet am dritten Wochenende im Juni statt. In der ehemaligen Synagoge werden zahlreiche Veranstaltungen und Ausstellungen angeboten.

## Wirtschaft und Infrastruktur

### Wirtschaft
In der Vergangenheit waren Landwirtschaft und Weinbau die Haupteinnahmequellen. Heute gibt es noch zwei Wawerner Winzer im Haupterwerb und wenige im Nebenerwerb. Auswärtige Winzer haben größere Flächen erworben, so dass der Charakter eines Winzerortes erhalten bleibt. Außerdem gibt es ein Sägewerk, zwei Schreinereien und weitere Firmen. Die Wawerner Bürger sind Handwerker, Angestellte, Beamte und Selbstständige.

### Verkehr
Durch das Gemeindegebiet führt die Bundesstraße 51, durch den Ort die Landesstraße 137 und die Kreisstraße 132.
Wawern ist über die VRT-Buslinie 290 an das öffentliche Verkehrsnetz angeschlossen. Die Busse fahren ab Wawern montags bis samstags im Stundentakt (Richtung Saarburg im Zweistundentakt) und sonntags im Zweistundentakt.